# Guadalmedina

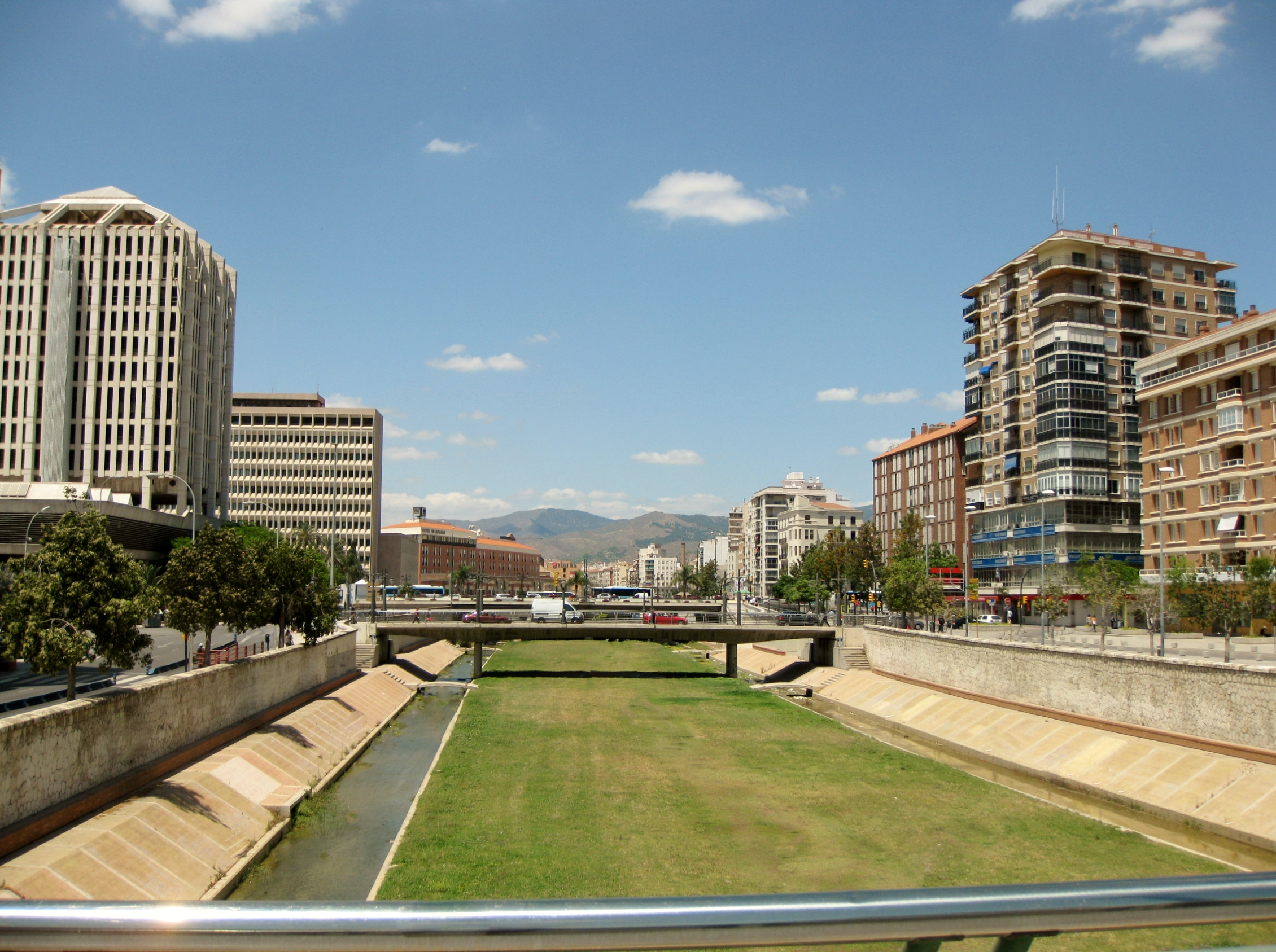
Guadalmedina.

Guadalmedina är en flod i Spanien. Den rinner upp 1433 m ö.h. på berget Pico de la Cruz, i bergskedjan Sierra de Camarolos i södra Spanien. Den är bara 47 km lång mellan källan och utloppet i Medelhavet i centrala Málaga. På sin väg rinner den igenom nationalparken Montes de Málaga.
Namnet är arabiska och betyder ”stadsfloden”. Detta syftar på att floden delar Málaga centrum i två delar. Historiskt sett har floden orsakat översvämningar då det har varit kraftiga regn. Detta är nu löst genom uppförande av fördämningar och kanaler. Flodfåran i staden är normalt torr eftersom vattnet används som dricksvatten.